# Сегаль, Осия Андреевич
Осия Андреевич (Овсей Исаакович) Сегаль (1862—1946) — русский, советский художник, портретист. Стоял у истоков создания Сухумского художественного училища.

## Биография
В 1878—1884 годы учился в Императорской академии художеств и одновременно брал уроки у художника Ильи Репина. Получил медали: в 1881 году малую серебряную, в 1883 году — большую серебряную. 31 октября 1884 года получил звание классного художника 3 степени.
Заболел туберкулёзом и был отправлен Императорским обществом поощрения художеств на два года в Италию для лечения и совершенствования мастерства.
В 1892 году создаёт графический портрет неизвестного, хранящийся сегодня в собрании Рязанского областного художественного музея им. И. П. Пожалостина.
В 1901—1904 годы жил в Иркутске, давал частные уроки рисования и живописи, объявления о которых публиковались в иркутской газете «Восточное обозрение» в ноябре—декабре 1901 года.
Автор нескольких портретов, выполненных в 1902 году и хранящихся ныне в Иркутском областном художественном музее: портрет иркутского купца Николая Львовича Родионова (1824—1903), портрет сибирского учёного Григория Николаевича Потанина (1835—1920) и в Кяхтинском краеведческом музее: портрет А. М. Лушникова (написан с фотографии) — общественного деятеля, создателя первой в Забайкалье картинной галереи и портрет издателя И. И. Попова.
В 1905 году пишет портреты юриста Сергея Александровича Ольхина (1841—1916) и его жены, Елены Петровны Ольхиной (урождённой Бекетовой, 1850—1912).
С 1906 по 1917 год преподавал рисование в Санкт-Петербурге, в Ксениинском институте благородных девиц. Получил звание профессора.
В столице жил по адресу Карповка, 30 (доходный дом К. Г. Чубакова), затем в доходном доме Н. А. Алексеева.
После революции 1917 года эмигрировал в Америку, но позднее попросил разрешения вернуться в Россию. Вернуться в столицу ему было отказано, и, поскольку у него был туберкулёз, он принял решение приехать в Абхазию.

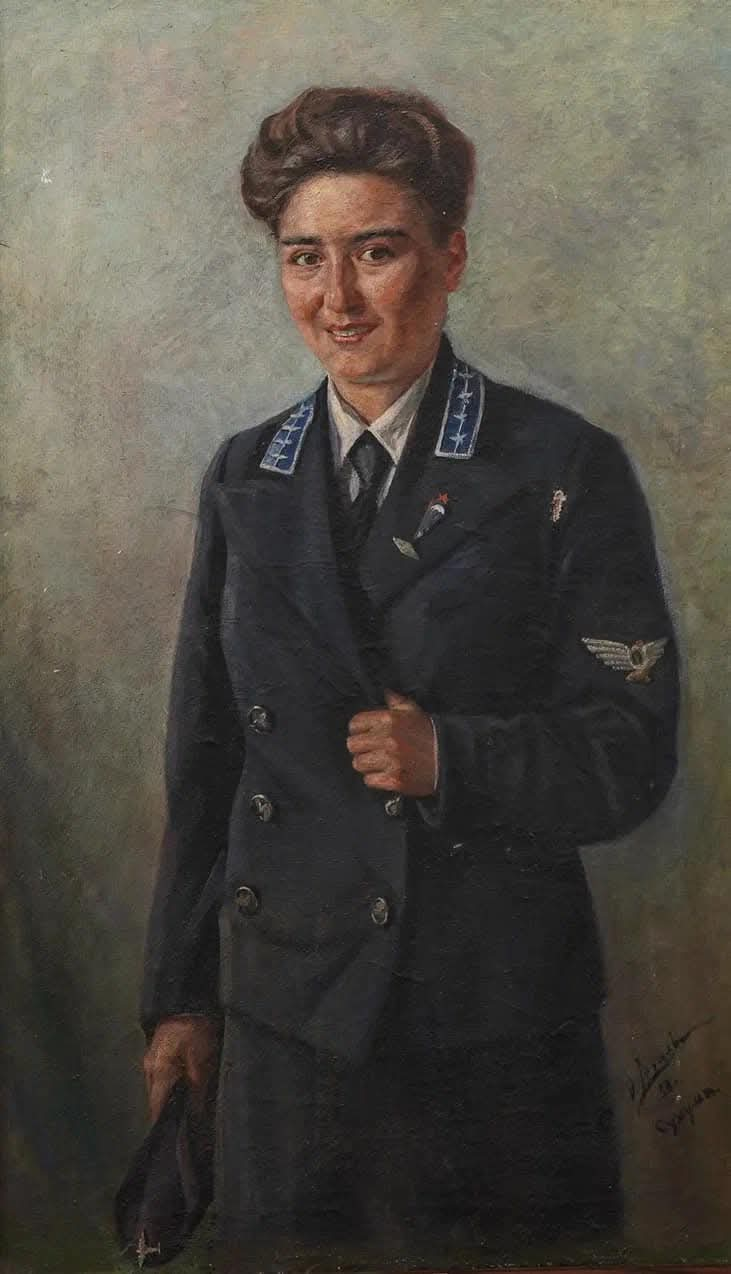
Портрет Мери Авидзба

Под руководством Александра Чачбы в 1918 году была создана художественная школа живописи и рисования в Сухуме. В организации и дальнейшем развитии начального художественного образования (наряду с Л. Н. Невским, В. Ф. Европиной, С. И. Данишевским, Б. Л. Петровым) большую роль сыграл и Овсей Сегаль.
Приехав в начале 1930-х годов в Сухуми, Сегаль знакомится с Нестором Лакоба, после разговора с которым был решён вопрос об открытии в 1934 году художественного училища имени Александра Чачба.
В 1930—1940-е годы создает галерею портретов: портрет И. В. Сталина, портрет основоположника абхазской литературы Дмитрия Гулиа в рабочем кабинете (1940); портрет известного в городе доктора и первого сухумского коллекционера Езекиля Лазаревича Фишкова (1936), который передал в дар государству около 60 картин из своего собрания; портрет Шота Руставели, «Портрет абхаза» (1937); портрет художницы Нины Мастицкой (1909—1973); портрет первой абхазской профессиональной летчицы Мери Авидзба (1938), а также несколько натюрмортов.
В 1939 году организуется Абхазское отделение советских художников Грузии, а в 1941 году в помещении Государственного театра Абхазии была открыта Первая выставка картин художников Абхазии, в которой экспонировались работы и О. Сегаля.
В 1946 году уже в Тбилиси прошла выставка картин художников Абхазии с участием работ О. Сегаля.